# Conjunto ômega-limite
Na teoria dos sistemas dinâmicos, fixado um sistema dinâmico sobre um espaço {\displaystyle X}, associa-se a cada ponto {\displaystyle p\in X} um conjunto denominado conjunto ômega-limite de {\displaystyle p}. 

## Definição
Sejam {\displaystyle X} um espaço topológico e {\displaystyle f:X\rightarrow X} um homeomorfismo. Se {\displaystyle p\in X}, definimos o conjunto ômega-limite de {\displaystyle p}, denotado por {\displaystyle \omega (p)}, como sendo o conjunto {\displaystyle \{x\in X\mid \exists \{n_{k}\}_{k\in \mathbb {N} }\subset \mathbb {N} } tal que {\displaystyle n_{k}\rightarrow \infty } e {\displaystyle \lim _{k\rightarrow \infty }f^{n_{k}}(p)=x\}}.
Para fluxos, temos a seguinte definição:
Sejam {\displaystyle M} uma variedade suave e {\displaystyle \phi :\mathbb {R} \times M\rightarrow M} um fluxo contínuo definido sobre {\displaystyle M}. Se {\displaystyle p\in M}, definimos o conjunto ômega-limite de {\displaystyle p}, denotado por {\displaystyle \omega (p)}, como sendo o conjunto {\displaystyle \{x\in X\mid \exists \{t_{k}\}_{k\in \mathbb {N} }\subset \mathbb {R} } tal que {\displaystyle t_{k}\rightarrow \infty } e {\displaystyle \lim _{k\rightarrow \infty }\phi (t_{k},p)=x\}}.